# Calpam

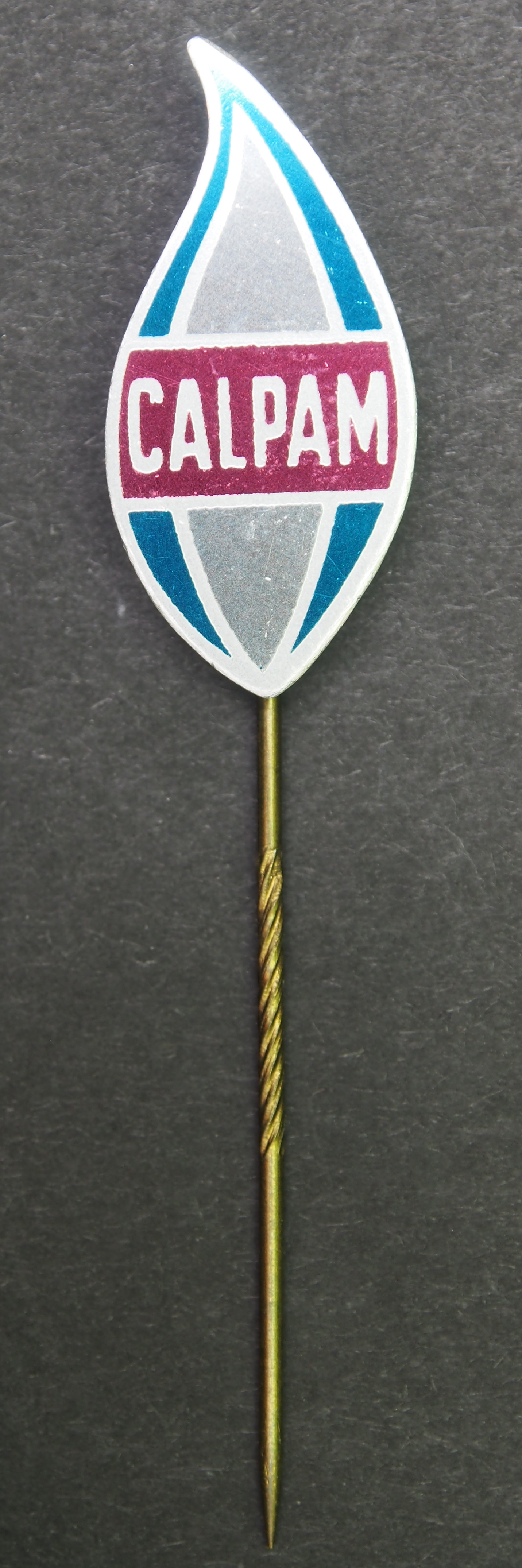

Calpam was een oliemaatschappij, die gevestigd was te Gorinchem.

## Geschiedenis
De naam Calpam dook voor het eerst op in 1956, toen SHV samen met Caltex vloeibaar gas ging verkopen onder de naam Calpam Vloeibaar Gas NV, gevestigd te Zutphen. In de naam van het bedrijf is de merknaam PAM van de SHV terug te vinden, evenals de naam Caltex. Het Zutphense bedrijf, Calpamgas, ging later op in Primagaz.
In 1970 werd onder de naam Calpam een joint venture opgericht bestaande uit de oliehandelsactiviteiten van SHV en Chevron.
Calpam was een handelsmaatschappij in huisbrandolie, motorbrandstoffen, olie voor de industrie en stookolie voor de scheepvaart. Gedurende de jaren 80 van de 20e eeuw kwam aan de huisbrandactiviteiten een einde, omdat men was overgeschakeld op aardgas.
In 1989 werd Calpam een onderdeel van de Bolloré Groep, een Frans bedrijf. In 1997 werd het in Deventer gevestigde Bestoil overgenomen.
In 2005 is Calpam van de Bolloré-groep gescheiden en een zelfstandige organisatie geworden binnen Nederland met activiteiten op het gebied van (motor)olie en een select aantal tankstations (m.n. oost-nederland). 
In 2008 heeft zij SMD Olie (een samenvoeging van oliemaatschappijen Sintmaartensdijk, Tevan te Gorinchem & Brouwer te Loosdrecht) overgenomen van diens moederbedrijf Q8 om daarna zichzelf voort te zetten als Calpam SMD. Door de samenvoeging van Calpam en SMD werd het originele Calpam uitgebreid met een groot aantal (onbemande) tankstations in het westen en midden van Nederland en beschikte het over een eigen brandstofdepot in Gorinchem. 
Sinds november 2019 is Calpam onderdeel van de GP Groot groep. GP Groot brandstoffen en oliehandel is een groothandelaar in brandstoffen, smeermiddelen en gas.